# Deutéronome
Le Deutéronome (du grec ancien : τὸ Δευτερονόμιον / tò Deuteronómion, « la seconde loi » ; hébreu : Devarim, paroles) peut être lu comme le cinquième livre de la Bible hébraïque ou Ancien Testament et dernier de la Torah (le Pentateuque chrétien) ou comme le premier livre de l'historiographie deutéronomiste. Il contient le récit des derniers discours de Moïse aux Israélites et le récit de sa mort, avant qu'ils n'entrent au pays de Canaan, sur l'autre rive du Jourdain.
Il est intitulé en hébreu Devarim (prononcé /dva.ʁim/), c'est-à-dire Paroles, qui sont les premiers mots du texte ou Michné Torah, la répétition de la Torah.

## Contenu
Il forme un second code de lois, après celui du Livre de l'Exode, d'où son titre de Deutéronome (seconde loi). Il retrace d'autre part différents événements vécus par les Israélites depuis leur sortie d'Égypte et déjà relatés dans les trois livres précédents du Pentateuque, (Exode, Lévitique et Nombres), dont les plus marquants sont :
- le don du Décalogue ;
- l'institution des juges ;
- le veau d'or.

Comme passages spécifiques au livre, on retient :
- le Chema Israël, la profession de foi fondamentale du judaïsme ;
- l'investiture de Josué qui conduira la conquête du pays de Canaan par les Israélites.

Le livre se clôt par la mort de Moïse et son enterrement sans qu'il ait pu lui-même entrer en terre de Canaan.

### Résumé
Le Deutéronome contient les trois derniers discours de Moïse, prononcés dans les plaines de Moab juste avant son enlèvement. Le premier discours (chapitres 1 à 4) sert d'introduction. Le deuxième discours (chapitres 5 à 26) se compose de deux parties : (1) chapitres 5 à 11 : les dix commandements et leur explication pratique ; (2) chapitres 12 à 26 : code de lois constituant le noyau du livre. Le troisième discours (chapitres 27 à 30) contient le renouvellement solennel de l'alliance entre Israël et Dieu, l'annonce des bénédictions qui suivent l'obéissance et celle des malédictions qui suivent la désobéissance. Les chapitres 31 à 34 décrivent la transmission de la loi de Dieu aux Lévites, le cantique de Moïse, sa dernière bénédiction et son départ.

## Composition
La tradition biblique (juive et chrétienne) attribue la rédaction de ce livre à Moïse. 2 Rois 14.6 cite Deutéronome 24.16 en parlant du « livre de la loi de Moïse ». Néhémie 13.1 cite de la même manière Deutéronome 23.4. Voir aussi Daniel 9.11 (Dt 28.15ss) ; Matthieu 19.7-8 (Dt 24.1-4) ; Actes 3.22-23 (Dt 18.18-19) ; Romains 10.19 (Dt 32.21). La mise par écrit des discours de Moïse de sa propre main est mentionnée dans Deutéronome 17.18 ; 28.58,61 ; 29.19-20 ; 31.9,24. On trouve en outre de nombreuses références bibliques parlant de « la loi de Moïse » sans préciser de quel livre il s’agit.
Toutefois, de nombreux arguments exégétiques vinrent mettre cette tradition en question - l'un des plus évidents étant que Moïse ne peut pas raconter sa propre mort (Dt 34). Cet argument était évoqué dès le XIe siècle par Rabbi Salomon. Lorenzo Valla y aurait ensuite fait une allusion masquée.
Aujourd’hui, les exégètes supposent que la rédaction du Deutéronome commence sous le règne d'Ezéchias ou peu après, c'est-à-dire vers la fin du VIIIe siècle av. J.-C. ou au début du VIIe siècle av. J.-C., et se termine vraisemblablement au retour d'exil, vers la fin du VIe siècle av. J.-C.. Les auteurs responsables de l'écriture du livre sont regroupés sous le nom d' « école deutéronomique », et les livres qui suivent le Deutéronome (Josué, Juges, 1-2 Samuel et 1-2 Rois) sont considérés comme faisant partie de l'« historiographie deutéronomiste ». Une relecture plus récente de cette historiographie donne ensuite l'« historiographie yahwiste », comprenant les livres de la Genèse au Rois.

### Forme littéraire
On attribue la rédaction de ce livre en majeure partie à la tradition deutéronomiste autour du VIIIe et du VIIe siècle av. J.-C. Le récit se présente comme une œuvre de propagande aux accents anti-assyriens, ce qui a incité les exégètes à situer la rédaction de l'ouvrage pendant le déclin de l'Empire Assyrien au VIIe siècle. Si l'on accrédite cette perspective, le Deutéronome est donc d'abord à lire comme une "contre-histoire", bâtie certes formellement sur un modèle ennemi, mais dont le contenu prend précisément le contre-pied du parti adverse. Ainsi, le livre du Deutéronome serait clairement construit suivant la structure habituelle d'un traité de vassalité assyrien en cinq parties :
1. Prologue historique (Dt 1-11)
2. Clauses générales de base (Dt 12-26)
3. Document du pacte (Dt 27,8;31,9-13)
4. Prise à témoin (Dt 31,24.28)
5. Bénédictions et malédictions (Dt 27-28)

Ce genre littéraire est typique de l'époque assyrienne.